# Aya Sameshima
Aya Sameshima (jap. 鮫島 彩 Sameshima Aya; ur. 16 czerwca 1987) – japońska piłkarka, reprezentantka kraju. Obecnie występuje w INAC Kobe Leonessa.

## Kariera klubowa
Od 2006 do 2014 roku występowała w klubach TEPCO Mareeze, Boston Breakers, Montpellier i Vegalta Sendai Ladies. Od 2015 roku gra w zespole INAC Kobe Leonessa.

## Kariera reprezentacyjna
W reprezentacji Japonii zadebiutowała w 2008. W sumie w reprezentacji wystąpiła w 69 spotkaniach.

### Sukcesy
- Igrzyska olimpijskie; 2012 (Srebro)
- Mistrzostwa świata; 2011 (Złoto), 2015 (Srebro)